# Valdonega

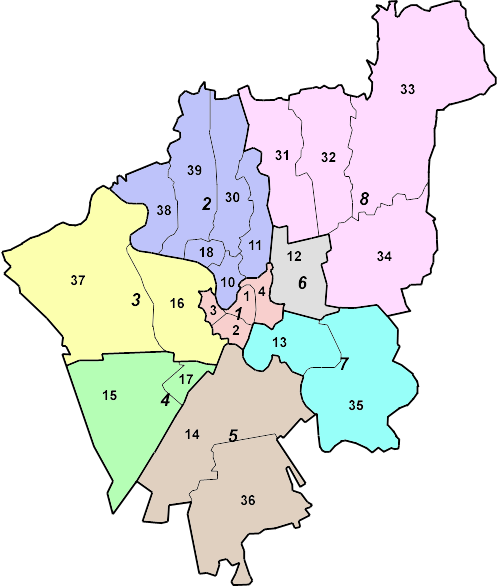
Valdonega representa el distrito 11 del dibujo.

Valdonega es un barrio de Verona que forma parte de la II circunscripción. 
El barrio estaba habitado por 3.662 personas en 2002.
En Valdonega, durante la construcción de un edificio, se descubrieron en 1957 los restos de una villa romana, conteniendo mosaicos, frescos y columnas que datan de la primera mitad del siglo I. En sus paredes se representan especies locales de plantas y aves, así como una cabeza de Medusa con ojos abiertos.